# ヘンリー・ダニエル
ヘンリー・ダニエル（英語: Henry Daniell、1894年3月5日 - 1963年10月31日）は、アメリカの舞台と映画で長年活躍したイギリス人俳優である。彼は『椿姫』（1936年）、『素晴らしき休日』（1938年）、『独裁者』（1940年）、『シー・ホーク』（1940年）などの映画で悪役を演じ、有名になった。ダニエルは同情されるような役や善人役を演じる機会はほとんどなかったが、例外的にロベルトとクララ・シューマン夫妻の伝記映画『愛の調べ』（1947年）ではフランツ・リストを演じた。

## 主な作品
- 椿姫 - ヴァルヴィル男爵
- 素晴らしき休日 - シートン・クラム
- マリー・アントアネットの生涯 - ニコラ・ド・ラ・モット
- 独裁者 - 内相兼宣伝相ガービッチ
- フィラデルフィア物語 - シドニー・キッド
- ジェーン・エア - ブロクルハースト
- 死体を売る男 - マクファレン
- 愛の調べ - フランツ・リスト
- エジプト人 - メケレ
- 炎の人ゴッホ - テオドルス・ファン・ゴッホ
- 情婦 - メイヒュー（事務弁護士）
- 地球の危機 - Dr. Emilio Zucco
- コマンチェロ - Gireaux
- 戦艦バウンティ - イギリス海軍少将（クレジット表記無し）
- マイ・フェア・レディ - トランシルヴァニア大使（クレジット表記無し）

| スタブアイコン | サブスタブ | この項目は、まだ閲覧者の調べものの参照としては役立たない、俳優（男優・女優）に関連した書きかけの項目です。この項目を加筆・訂正などしてくださる協力者を求めています（P:映画/PJ芸能人）。 |